# Ikuro Ishigure
Ikuro Ishigure (石榑 郁郎?, Ishigure Ikuro; Gifu, 7 dicembre 1942) è un giocatore di go giapponese.

## Biografia
Nel 1984 è stato promosso al grado massimo di 9º Dan. In carriera ha raggiunto due volte la finale della Prime Minister Cup, è noto anche per la sua attività divulgativa del Go e per la sua composizione di tsumego.
Era il marito di Makiko Ishigure, a sua volta giocatrice professionista, deceduta nel 1999.

## Titoli
| Nazionali          | Nazionali | Nazionali      |
| Torneo             | Vittorie  | Finalista      |
| ------------------ | --------- | -------------- |
| Prime Minister Cup |           | 2 (1969, 1970) |
| Totale             | 0         | 2              |

| Controllo di autorità | VIAF (EN) 229284952 · ISNI (EN) 0000 0003 6609 7987 · GND (DE) 1173004548 |